# Charles Bozon

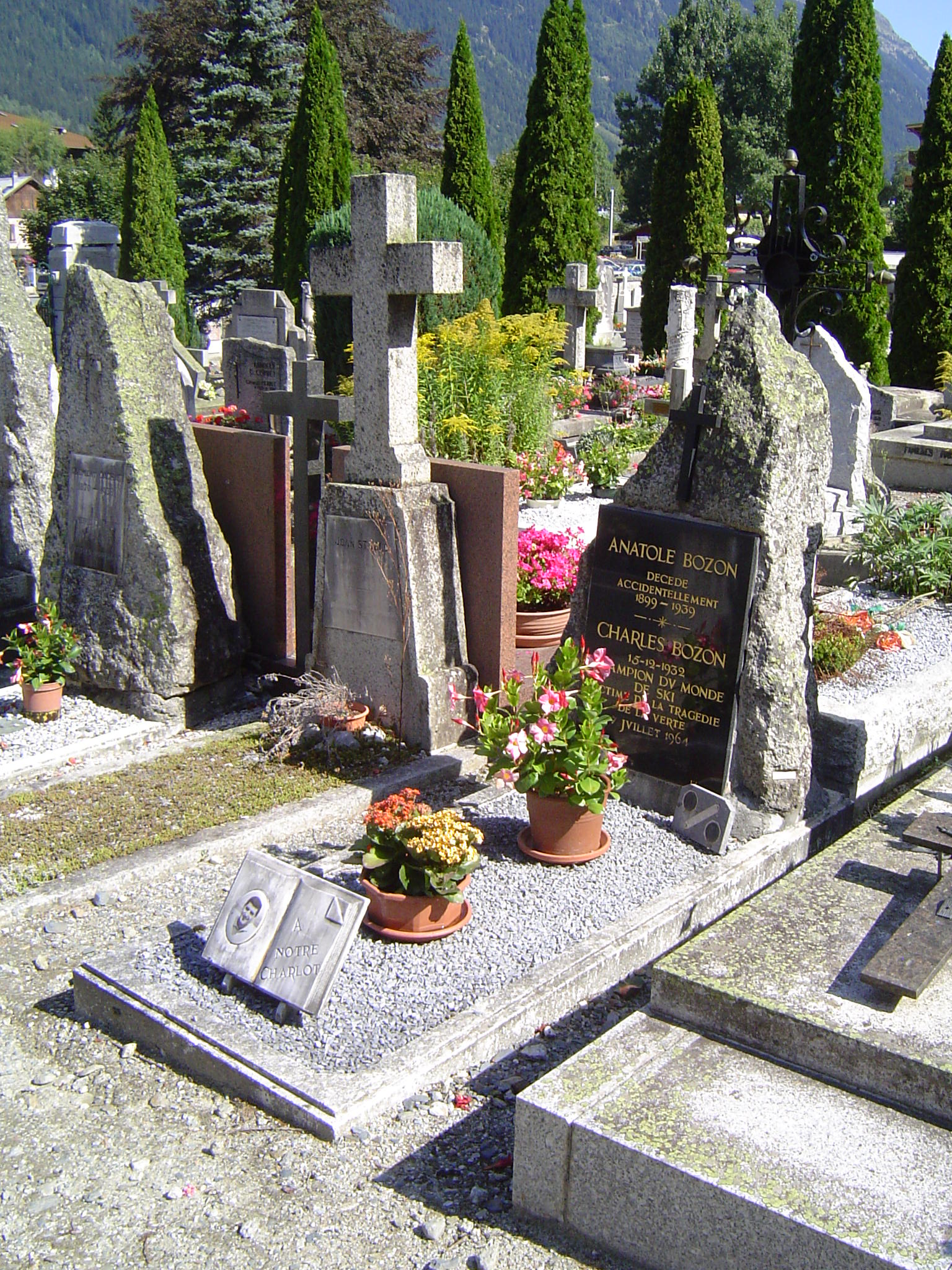
Charles Bozons grav på kyrkogården i Chamonix.

Charles Bozon, född 15 december 1932 i Chamonix, död 7 juli 1964 i Chamonix, var en fransk alpin skidåkare.
Bozon blev olympisk bronsmedaljör i slalom vid vinterspelen 1960 i Squaw Valley. Han dog i en klättringsolycka i närheten av Mont Blanc. En snölavin på Aiguille Verte dödade Bozon och 13 andra klättrare.